# Blade (film)
Blade är en amerikansk action-/science fiction-/skräckfilm från 1998 med vampyrer som tema.

## Handling
Huvudpersonen Blade, spelad av Wesley Snipes, är till hälften människa och till hälften vampyr – resultatet av att hans mor blev biten strax innan hon skulle föda honom. Modern överlevde inte födseln och åtskilliga år senare stöter Blade på Whistler (Kris Kristofferson), som åtar sig att uppfostra honom. Whistler undertrycker Blades blodtörst genom ett motgift han framställt, och tillsammans bekämpar de vampyrer som livnär sig på människorna.

## Om filmen
Blade är regisserad av Stephen Norrington, efter filmmanus av David S. Goyer.
Filmen fick två uppföljare: Blade II från 2002 och Blade: Trinity från 2004.

## Rollista (i urval)
- Wesley Snipes – Eric Brooks / Blade
- Stephen Dorff – Deacon Frost
- Kris Kristofferson – Abraham Whistler
- N'Bushe Wright – Dr. Karen Jenson
- Donal Logue – Quinn
- Udo Kier – Gitano Dragonetti
- Arly Jover – Mercury
- Traci Lords – Racquel
- Kevin Patrick Walls – Officer Krieger
- Tim Guinee – Dr. Curtis Webb
- Sanaa Lathan – Vanessa Brooks
- Eric Edwards – Pearl